# ヴァイオリンとピアノのための協奏曲 (フンメル)
ヴァイオリンとピアノのための協奏曲 ト長調 Op.17は、ヨハン・ネポムク・フンメルが作曲したヴァイオリンとピアノのための二重協奏曲。1805年頃にウィーンで出版された。

## 概要
フンメルが師事していたモーツァルトの協奏交響曲を手本にしたものと考えられる。曲の冒頭ではモーツァルトの「ピアノ協奏曲第19番」のリズムとの関連が認められる。曲はラズモフスキー伯爵に献呈された。

## 演奏時間
約32分

## 楽器編成
ヴァイオリン独奏、ピアノ独奏、フルート1、オーボエ2、ファゴット2、ホルン2、弦五部

## 楽曲構成
伝統的な3楽章制である。
第1楽章 アレグロ・コン・ブリオ ト長調 2/2拍子
楽章の終盤には2つの独奏楽器によるカデンツァが設けられている。
第2楽章 アンダンテ・コン・モート ハ長調 2/4拍子
変奏曲形式になっている。
主題
管弦楽のみで主題が奏でられる。
第1変奏
独奏は前半はピアノのみ、後半はヴァイオリンも加わる。
第2変奏
オーボエが主題を奏でる主題をピアノがアルペジオで彩る。独奏ヴァイオリンは登場しない。
第3変奏
ファゴットが奏でる主題を独奏ヴァイオリンのアルペジオが装飾する。ピアノは登場しない。
第4変奏
第1ヴァイオリンが奏でる主題をピアノがユニゾン主体の音型で装飾する。独奏ヴァイオリンは登場しない。
第5変奏
ホルンが奏でる主題をピアノと独奏ヴァイオリンが自由に装飾する。
第6変奏
ピアノのスケール中心の音型により勢いよく進む。独奏ヴァイオリンは登場しない。そのままコーダに至り、ピアニッシモで楽章を結ぶ。
第3楽章 ロンド ト長調 6/8拍子
快活な主題による楽章。2つの独奏楽器の技巧を示しながら華やかに進む。終盤には再びカデンツァが置かれている。